# Superhjältarna (TV-serie)
Superhjältarna (engelska: Super Friends) är en amerikansk TV-serie om ett superhjälteteam, som ursprungligen visades i ABC åren 1973-1986 på lördagsmorgnarna. Den producerades av Hanna-Barbera och var baserade på serietidningarna om Justice League of America (JLA) från DC Comics.

## Titlar
Med årens lopp sändes serien med flera titlar:
- Super Friends (1973–1974)[1]
- The All-New Super Friends Hour (1977–1978)[2]
- Challenge of the Super Friends (1978–1979)[3]
- The World’s Greatest Super Friends (1979–1980)[4]
- Super Friends (1980–1983)
- Super Friends: The Legendary Super Powers Show (1984–1985)[5]
- The Super Powers Team: Galactic Guardians (1985–1986)[6]

## Handling
Handlingen i den första versionen omfattade inte några av de kända superskurkarna från DC Comics. I stället fokuserades på galna vetenskapsmän och utomjordingar, som försökte uppnå sina mål med olagliga metoder. Vanligtvis slutade avsnitten lugnt med en diskussion där det gick att övertyga antagonisterna om mer resonerbara metoder.
Med The All-New Super Friends Hour förändrades detta, och i stället förekom fler skurkar som använde mer våldsamma metoder för att uppnå sina mål; vilka inte gick att resonera med. Detta tvingade allt oftare hjältarna att använda våld för att stoppa dem. Från och med Challenge of the Super Friends, började flera av hjältarnas ärkefiender från serietidningarna (som Lex Luthor och The Riddler) att medverka. Avsnitten löste sig vanligtvis i sista minuten, ibland genom deus ex machina.

## Röstskådespelaren
Berättarrösten lästes av Ted Knight i de tidiga avsnitten. Bill Woodson tog sedan över 1977. Hans signaturfras var "Later, at the Hall of Justice...". Wendy, Marvin, and Wonder Dog inspirerades av Scooby-Doo-gänget Rösterna till Marvin och Wonder Dog lästes av Frank Welker, som också läste rösten till Fred i Scooby-Doo (och senare Scooby själv i senare version). Adam West läste Batmans röst i Super Friends: The Legendary Super Powers Show och The Super Powers Team: Galactic Guardians. Casey Kasem läste Robins röst (och många andra röster).

## Mottagande
I januari 2009 rankade IGN serien som 50:e bästa animerade TV-serie.

### Fotnoter
1. ↑  ”Batman: Yesterday, Today, And Beyond ~ The Batman Homepage ~ The Largest Batman Site on the Net!”. Batmanytb.com. Arkiverad från originalet den 14 augusti 2010. https://web.archive.org/web/20100814154304/http://www.batmanytb.com/animated/sf/. Läst 2 januari 2011.
2. ↑  ”Batman: Yesterday, Today, And Beyond ~ The Batman Homepage ~ The Largest Batman Site on the Net!”. Batmanytb.com. 19 november 2010. Arkiverad från originalet den 9 december 2011. https://web.archive.org/web/20111209082751/http://www.batmanytb.com/animated/ansfh/. Läst 2 januari 2011.
3. ↑  ”Batman: Yesterday, Today, And Beyond ~ The Batman Homepage ~ The Largest Batman Site on the Net!”. Batmanytb.com. Arkiverad från originalet den 9 december 2011. https://web.archive.org/web/20111209083212/http://www.batmanytb.com/animated/cotsf/. Läst 2 januari 2011.
4. ↑  ”Batman: Yesterday, Today, And Beyond ~ The Batman Homepage ~ The Largest Batman Site on the Net!”. Batmanytb.com. Arkiverad från originalet den 9 december 2011. https://web.archive.org/web/20111209083715/http://www.batmanytb.com/animated/wgsf/. Läst 2 januari 2011.
5. ↑  ”Batman: Yesterday, Today, And Beyond ~ The Batman Homepage ~ The Largest Batman Site on the Net!”. Batmanytb.com. 19 november 2010. Arkiverad från originalet den 19 januari 2011. https://web.archive.org/web/20110119185913/http://www.batmanytb.com/animated/sftlsps/. Läst 2 januari 2011.
6. ↑  ”Batman: Yesterday, Today, And Beyond ~ The Batman Homepage ~ The Largest Batman Site on the Net!”. Batmanytb.com. Arkiverad från originalet den 9 december 2010. https://web.archive.org/web/20101209173900/http://www.batmanytb.com/animated/tsptgg/. Läst 2 januari 2011.
7. ↑  ”A History of Batman on TV”. IGN. http://uk.tv.ign.com/articles/891/891807p4.html. Läst 15 augusti 2012.
8. ↑  ”IGN - 50. SuperFriends”. Tv.ign.com. Arkiverad från originalet den 14 december 2010. https://web.archive.org/web/20101214104212/http://tv.ign.com/top-100-animated-tv-series/50.html. Läst 2 januari 2011.